# Fontegreca
Fontegreca – miejscowość i gmina we Włoszech, w regionie Kampania, w prowincji Caserta.
Według danych na rok 2004 gminę zamieszkiwało 857 osób, 95,2 os./km².